# Wild Gals of the Naked West
Wild Gals of the Naked West és una pel·lícula nudie-cutie western de 1962 escrita i dirigida per Russ Meyer i protagonitzada per Sammy Gilbert, Anthony-James Ryan, Jackie Moran, Terri Taylor, Frank Bolger i Werner Kirsch. La pel·lícula és una de les poques pel·lícules porno softcore del gènere western estatunidenc.

## Argument
Un vell granger recorda algunes de les maneres de fer dels homes i dones de la seva ciutat de l'oest, més salvatge que Tombstone o Dodge City. En aquesta ciutat ningú és un bon tirador, les dones tenen gana de carn nova i hi abunden els bromistes. Un desconegut entra a la ciutat, demostrant-se resistent al caos, i després d'haver donat uns cops a uns vaquers comença a netejar aquella ciutat.

## Reparatiment
- Sammy Gilbert com a l'estrany
- Anthony-James Ryan com a indi boig
- Jackie Moran
- Terri Taylor com a Golden Nuggets
- Frank Bolger com a Snake Wolf
- Werner Kirsch com a Snick
- Julie Williams com The Bosom

## Recepció
Segons Roger Ebert, la pel·lícula va ser "un intent ambiciós de comèdia i sàtira. És una de les preferides personals de Meyer, però va tenir mala taquilla perquè, creu, va prestar massa atenció a l'humor i no prou al sexe, i va ser massa cautelós a l'hora d'assignar papers a les seves actrius."